# Touzac (Lot)
Touzac è un comune francese di 358 abitanti situato nel dipartimento del Lot nella regione dell'Occitania.

## Società

### Evoluzione demografica
Abitanti censiti